# Боровичский завод деревообрабатывающих станков
«Боровичский завод деревообрабатывающих станков» (БЗДС) — одно из старейших российских промышленных предприятий. Завод выпускает станки и оборудование для нужд деревообрабатывающей промышленности. 

## История
Завод основан в 1894 году как кустарный цех по производству литых чугунных изделий хозяйственно-бытового назначения. К 1930 году на предприятии было освоено производство текстильного и вязального оборудования.
В начале Великой Отечественной войны завод эвакуируется во Владимирскую область. После окончания войны на заводе начат выпуск деревообрабатывающего оборудования для строительных организаций, а также оборудования для местной промышленности. За период с 1946 по 1960 год на заводе изготовлена 81 модель оборудования различной сложности, значительно увеличены производственные площади.
В 1963—1964 годах завод приступил к выпуску четырёхсторонних строгальных станков по дереву, а с 1969 года — к выпуску автоматических линий, специализированных станков и некомплектного оборудования для производства оконных и дверных блоков. Почти все модели станков были созданы и освоены заводскими конструкторами.
Для увеличения выпуска деревообрабатывающего оборудования в 1960 — 1970-е годы производятся технологическая реконструкция и техническое перевооружение цехов.
В начале 1980-х годов на заводе создается новая гамма четырёхсторонних строгальных станков. Продукция завода поставляется в 16 стран мира.
В 1990-х годах завод прекратил выпуск продукции и обанкротился. Лишь в 2005 году удалось восстановить производственные мощности предприятия на производственных площадях ОАО "Боровичский завод "Полимермаш".

## Продукция

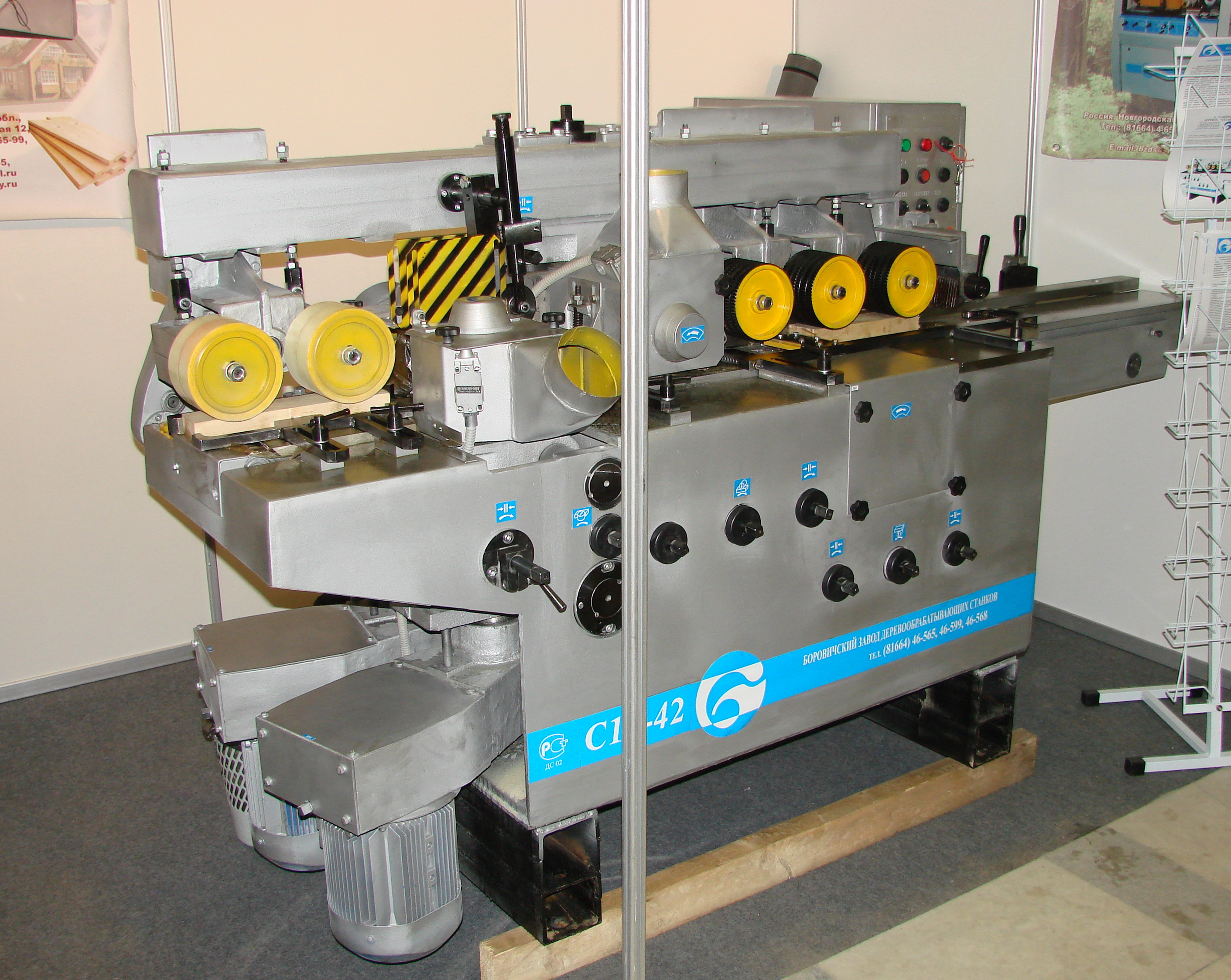
Строгальный станок на выставке-ярмарке
«Российский лес»

По состоянию на 2011 год завод выпускает следующую продукцию:
- Деревообрабатывающее оборудование (станки и минипилорамы)
- Околостаночное оборудование (рольганги и пита́тели)
- Инструменты и запасные части к станкам
- Заточное оборудование